# Drosophila gaucha
Drosophila gaucha är en tvåvingeart som beskrevs av Clarence P. Jaeger och Francisco M. Salzano 1953. Drosophila gaucha ingår i släktet Drosophila och familjen daggflugor.
Artens utbredningsområde täcker stora delar av Sydamerika.